# Cosmic Girls
Cosmic Girls (hangul: 우주소녀; hanja: 宇宙少女; rr: Uju Sonyeo; também conhecido como WJSN), é um grupo feminino sino-coreano formado pela Starship Entertainment em 2016. O grupo estreou em 25 de fevereiro de 2016 com o lançamento do extended play Would You Like? com doze integrantes: Seola, Xuanyi, Bona, Exy, Soobin, Luda, Dawon, Eunseo, Cheng Xiao, Meiqi, Yeoreum e Dayoung. Em julho de 2016, Yeonjung foi adicionada ao grupo.

## História

### 2015: Formação
Em 4 de Dezembro de 2015, Starship Entertainment e Yuehua Entertainemnt anunciaram o lançamento de um grupo feminino com 12 membros chamado Cosmic Girls, aonde as integrantes Coreanas e Chinesas foram divididas em diferentes sub-unidades. Em 10 de Dezembro, a primeira unidade, Wonder Unit, foi anunciada (Cheng Xiao, Bona e Dayoung). Em 17 de dezembro, a segunda unidade (Xuan Yi, Eunseo e Yeoreum) foi introduzida: Joy Unit. Em 21 de dezembro, as unidades Wonder e Joy lançaram um cover de "All I Want For Christmas Is You" da cantora Mariah Carey. Em 24 de Dezembro, a terceira unidade, Sweet Unit, foi anunciada (SeolA, Exy e Soobin). Em 31 de Dezembro, a unidade final foi anunciada: Natural Unit (Mei Qi, Luda e Dawon).

### 2016: Estreia comWould You Like?, nova membro eThe Secret
Cosmic Girls estreou em 25 de fevereiro, com o seu primeiro mini-álbum Would You Like?, incluindo as faixas MoMoMo e Catch Me. O vídeo musical de MoMoMo foi lançado em 24 de fevereiro, e o vídeo musical da faixa Catch Me em 9 de março. O grupo fez sua estreia oficial no M!Countdown em 25 de fevereiro.
Em 11 de julho, a Starship Entertainment liberou um teaser de Special Clip e os fãs foram surpreendidos com o desenho da constelação Serpentário no vídeo e deu-se inicio às especulações de adição de uma nova integrante ao grupo. Ainda na manhã do dia 11, a empresa confirmou a adição de uma nova integrante, Yeonjung. Ela foi uma das participantes do programa de sobrevivência Produce 101, no qual foi uma das trainees escolhidas para estrear no I.O.I.
Em 1 de julho, a Starship Entertainment revelou planos de debutar um grupo chamado "YTeen" com 14 membros. A estreia do grupo aconteceu no dia 5 de Agosto, com o single Do Better. "YTeen" é um grupo misto e consiste em todos os membros do boy group Monsta X e as membros do WJSN: EXY, SeolA, Cheng Xiao, Dayoung, Eunseo, Yeoreum e Soobin.
Em 17 de agosto, o grupo lançou seu segundo mini-álbum The Secret como 13 integrantes. O grupo promoveu o mini-álbum com a faixa-título Secret, junto com a faixa BeBe (Pode pode ser pronunciado "Baby").

### 2017:From.WJSN, primeiro show,Happy MomenteKiss Me
O grupo lançou seu terceiro mini-álbum From.WJSN acompanhada da faixa principal "I Wish" em 4 de janeiro. O EP contém 6 faixas, incluindo a faixa-título "I Wish".
Cosmic Girls fizeram seu primeiro show/concerto solo, "Would You Like - Happy Moment", de 19 a 20 de Maio no Blue Square Samsung Card Hall. Um total de 2,000 fãs compareceram ao todo nos 2 dias gathered in two days
Em 7 de junho, lançaram o vídeo musical de "Happy", junto de seu primeiro álbum completo Happy Moment, com um conceito colorido e um pouco diferenciado do que elas antes já promoveram. O álbum ranqueou em primeiro lugar nas tabelas diárias e em tempo real do Hanteo após o lançamento.
Um pouco depois, em 14 de julho, foi lançado o single Kiss Me, dessa vez não acompanhado de um álbum. A música segue um conceito de verão com a cara do grupo.

### 2018: Dream Your Dream, WJ Please? e seu primeiro prêmio
Em 27 de fevereiro de 2018, Cosmic Girls lançou seu quarto extended play, Dream Your Dream, voltando para o conceito cósmico, composto de seis faixa, incluindo o single, que recebeu um vídeo musical, "Dreams Come True". Seu showcase do álbum foi realizado no Yes24 Live Hall no mesmo dia do lançamento do álbum.
Em 1 de junho de 2018, SeolA e Luda, junto com Doyeon e Yoojung do Weki Meki formaram o project group WJMK e lançaram o single "Strong" em 1 de junho, junto com atividades promocionais planejadas.
Duas membros chinesas (Mei Qi and Xuan Yi) participaram na versão chinesa do reality show de sobrevivência Produce 101 durante a primeira metade de 2018. O programa concluiu com Mei Qi terminando em primeira colocação e Xuan Yi terminando em segunda, fazendo com que as duas se tornassem membros do girl group temporário Rocket Girls.
Em 19 de setembro de 2018, elas lançaram seu quinto extended play, WJ PLEASE?, junto com seu vídeo musical de "Save Me Save You". Nesse lançamento, as membros chinesas do grupo não comparecerão às promoções devido a outras atividades na China. Mei Qi e Xuan Yi se prepararam para debutar com o Rocket Girls, enquanto Cheng Xiao participa do elenco de Legend of Awakening, um drama de fantasia histórico chinês como a segunda atriz principal, o que se torna sua estréia como atriz. Em 2 de outubro, elas obtiveram seu primeiro prêmio (first win) com Save Me Save You, no programa musical The Show.

### 2019:WJ Stay?, segundo show,For The Summer, eAs You Wish
Em 8 de Janeiro de 2019, Cosmic Girls lançaram seu sexto mini álbum WJ Stay?, que consiste em 7 faixas incluindo o single "La La Love". O grupo continuou a promover como 10 membros, com as membros chinesas Cheng Xiao, Mei Qi e Xuan Yi, indisponíveis para participar no retorno do grupo devido a compromissos anteriores.
O grupo realizou seu segundo show/concerto solo, "Would You Stay - Secret Box", de 2 a 3 de março no Blue Square Imarket Hall.
Cosmic Girls lançaram seu álbum especial For the Summer em 4 de Junho de 2019, que consite em 5 faixas incluindo o single '"Boogie Up"'.
Em agosto de 2019, o grupo realizou sua primeira tour intitulada WJSN 1st Mini Live 2019 "Would You Like?" Zepp Tour in Japan, Começando em 17 de agosto no Zepp DiverCity em Tóquio.
Cosmic Girls lançou seu sétimo mini álbum As You Wish em 19 de Novembro de 2019, o qual consite de 7 faixas incluindo o single "As You Wish".

### 2020-presente: Terceiro show,Neverland, renovações de contrato e saída de membros chineses
Em 2020, Cosmic Girls realizou seu terceiro show intitulado WJSN Concert "Obliviate", sendo iniciado em 22 de fevereiro de 2020 no Olympic Hall em Seul, Coreia do Sul e finalizado em 22 de março de 2020 no Toyosu PIT em Tóquio, Japão.
Em 9 de Junho de 2020, o grupo lançou seu oitavo mini álbum Neverland, que consiste 6 em faixas incluindo o single "Butterfly".
Em 23 de Setembro de 2020, a agência anunciou a formação de uma nova sub-unidade chamada WJSN Chocome, composta pelas integrantes Soobin, Luda, Yeoreum e Dayoung. Elas lançaram seu single album de estréia, "Hmph!", e sua faixa-título homônima em 7 de Outubro de 2020.
Em 3 de março de 2023, a Starship Entertainment anunciou que Xuanyi, Cheng Xiao e Meiqi haviam saído da WJSN após o término de seus contratos. No mesmo comunicado, também foi anunciado que Luda e Dawon optaram por não renovar seus contratos, mas não especificou se permaneceriam no grupo.

## Integrantes
- Seola (hangul: 설아), nascida Kim Hyun-jung (hangul: 김현정) em 24 de dezembro de 1994 (30 anos) em Seul, Coreia do Sul . Vocalista.
- Xuanyi (hangul: 선의), nascida Wu Xuan-yi (chinês tradicional: 吳宣儀, chinês simplificado: 吴宣仪) em 26 de janeiro de 1995 (30 anos) em Haikou, Hainan, China . Vocalista.
- Bona (hangul: 보나), nascida Kim Ji-yeon (hangul: 김지연) em 19 de agosto de 1995 (29 anos) em Daegu , Coreia do Sul. Vocalista, Rapper.
- Exy (hangul: 엑시), nascida Chu So-jung (hangul: 추소정) em 6 de novembro de 1995 (29 anos) em Busan , Coreia do Sul. É a Líder, Rapper e Vocalista do grupo.
- Soobin (hangul: 수빈), nascida Park Soo-bin (hangul: 박수빈) em 14 de setembro de 1996 (28 anos) em Seul, Coreia do Sul. Vocalista.
- Luda (hangul: 루다), nascida Lee Lu-da (hangul: 이루다) em 6 de março de 1997 (28 anos) em Seul, Coreia do Sul. Vocalista e Rapper.
- Dawon (hangul: 다원), nascida Nam Da-won (hangul: 남다원) em 16 de abril de 1997 (27 anos) em Seul, Coreia do Sul. Vocalista.
- Eunseo (hangul: 은서), nascida Son Joo-yeon (hangul: 손주연) em 27 de maio de 1998 (26 anos) em Seul, Coreia do Sul. Vocalista e Rapper.
- Cheng Xiao (hangul: 성소; (chinês tradicional: 程曉, chinês simplificado: 程晓) nascida em 15 de julho de 1998 (26 anos) em Shenzhen, Guangdong , China. Vocalista.
- Meiqi (hangul: 미기), nascida Meng Mei-qi (em chinês:  孟美琪) em 15 de outubro de 1998 (26 anos) em Luoyang, Henan , China. Vocalista.
- Yeoreum (hangul: 여름), nascida Lee Jin-sook (hangul: 이진숙) em 10 de janeiro de 1999 (26 anos) em Seul, Coreia do Sul. Alterando seu nome legalmente para Lee Yeo-reum. Vocalista e Rapper.
- Dayoung (hangul: 다영), nascida Im Da-young (hangul: 임다영) em 14 de maio de 1999 (25 anos) em Jeju , Coreia do Sul. Vocalista e Rapper.
- Yeonjung (hangul: 연정), nascida Yoo Yeon-jung (hangul: 유연정) em 3 de agosto de 1999 (25 anos) em Gwangju, Coreia do Sul.[43] Vocalista.

### Repartição das unidades
Todas as integrantes estão divididas em suas devidas unidades.
- Wonder Unit: Bona (Rapper principal, Vocalista líder), Cheng Xiao (Sub Vocalista) e Dayoung (Vocalista principal).
- Joy Unit: Xuanyi (Vocalista líder), Eunseo (Vocalista principal) e Yeoreum (Rapper principal, Sub Vocalista).
- Sweet Unit: SeolA (Vocalista líder), Exy (Rapper principal, Sub Vocalista) e Soobin (Vocalista principal).
- Natural Unit: Luda (Sub Vocalista), Dawon (Vocalista principal), Mei Qi (Vocalista líder) e Yeonjung (Vocalista principal).
- Chocome Unit: Luda (Líder, Rapper líder, Sub Vocalista, Visual), Soobin (Vocalista principal), Yeoreum (Rapper principal, Sub Vocalista), Dayoung (Vocalista líder, Sub Rapper).

## Discografia
Álbuns de estúdio
- 2017: Happy Moment

Extended plays
- 2016: Would You Like?
- 2016: The Secret
- 2017: From. WJSN
- 2018: Dream Your Dream
- 2018: WJ Please?
- 2019: WJ Stay?
- 2019: For the Summer
- 2019: As You Wish
- 2020: Neverland
- 2021: Unnatural

## Filmografia

### Reality shows
| Ano  | Título               | Emissora | Nots                                                   |
| ---- | -------------------- | -------- | ------------------------------------------------------ |
| 2016 | Would You Like Girls | Mnet     | Yeonjung se juntou ao reality show no último episódio. |
| 2017 | Outrageous Roommates | MBC      | Conceito de compartilhamento de casa com o chef.       |
|      | WJSN TV              | JTBC     | Transmitido em novembro de 2017.                       |

## Shows e turnês

### Shows Principais
- WJSN the 1st Concert "Would You Like – Happy Moment" (2017)
- WJSN Concert "Would You Stay – Secret Box" (2019)
- 2020 WJSN Concert "Obliviate" (2020)

#### WJSN the 1st Concert "Would You Like – Happy Moment"
| Data               | Cidade | País          | Local                         | Comparecimento |
| ------------------ | ------ | ------------- | ----------------------------- | -------------- |
| 19 de Maio de 2017 | Seul   | Coréia do Sul | Blue Square Samsung Card Hall | 2,000          |
| 20 de Maio de 2017 | Seul   | Coréia do Sul | Blue Square Samsung Card Hall | 2,000          |

#### WJSN Concert "Would You Stay – Secret Box"
| Data               | Cidade | País          | Local                    |
| ------------------ | ------ | ------------- | ------------------------ |
| 2 de Março de 2019 | Seul   | Coréia do Sul | Blue Square Imarket Hall |
| 3 de Março de 2019 | Seul   | Coréia do Sul | Blue Square Imarket Hall |

#### 2020 WJSN Concert "Obliviate"
| Data                    | Cidade | País          | Local                         |
| ----------------------- | ------ | ------------- | ----------------------------- |
| 22 de Fevereiro de 2020 | Seul   | Coreía do Sul | Olympic Hall                  |
| 23 de Fevereiro de 2020 | Seul   | Coreía do Sul | Olympic Hall                  |
| 14 de Março de 2020     | Osaka  | Japan         | Cool Japan Park Osaka WW Hall |
| 15 de Março de 2020     | Osaka  | Japan         | Cool Japan Park Osaka WW Hall |
| 21 de Março de 2020     | Tóquio | Japan         | Toyosu PIT                    |
| 22 de Março de 2020     | Tóquio | Japan         | Toyosu PIT                    |

### Turnês Principais
- WJSN 1st Mini Live "Would You Like?" 2019 Zepp Tour in Japan (2019)

#### WJSN 1st Mini Live "Would You Like?" 2019 Zepp Tour in Japan
| Data                 | Cidade | País  | Local              |
| -------------------- | ------ | ----- | ------------------ |
| 17 de Agosto de 2019 | Tóquio | Japão | Zepp DiverCity     |
| 24 de Agosto de 2019 | Osaka  | Japão | Zepp Osaka Bayside |
| 25 de Agosto de 2019 | Nagoia | Japão | Zepp Nagoya        |

## Prêmios e indicações

### Cerimônias

#### Asia Artist Awards
| Ano  | Categoria                              | Recipiente   | Resultado |
| ---- | -------------------------------------- | ------------ | --------- |
| 2016 | Most Popular Artists (Singer) - Top 50 | Cosmic Girls | 48th      |
| 2016 | Rising Star Award                      | Cosmic Girls | Venceu    |
| 2017 | Most Popular Artists (Singer) – Top 50 | Cosmic Girls | Indicado  |
| 2018 | New Wave Award                         | Cosmic Girls | Venceu    |

#### Genie Music Awards
| Ano  | Categoria                      | Recipiente   | Resultado |
| ---- | ------------------------------ | ------------ | --------- |
| 2019 | The Top Artist                 | Cosmic Girls | Indicado  |
| 2019 | The Performing Artist (Female) | Cosmic Girls | Indicado  |
| 2019 | Genie Music Popularity Award   | Cosmic Girls | Indicado  |
| 2019 | Global Popularity Award        | Cosmic Girls | Indicado  |
| 2019 | M2 Hot Star Award              | Cosmic Girls | Venceu    |

#### Golden Disc Awards
| Ano  | Categoria                     | Recipiente   | Resultado |
| ---- | ----------------------------- | ------------ | --------- |
| 2017 | New Artist of the Year        | Cosmic Girls | Indicado  |
| 2017 | Popularity Award              | Cosmic Girls | Indicado  |
| 2017 | Asian Choice Popularity Award | Cosmic Girls | Indicado  |
| 2019 | WJ Please?                    | Cosmic Girls | Indicado  |

#### Korean Entertainment Arts Awards
| Ano  | Categoria        | Recipiente   | Resultado |
| ---- | ---------------- | ------------ | --------- |
| 2017 | New Artist Award | Cosmic Girls | Venceu    |

#### Melon Music Awards(MMA)
| Ano  | Categoria       | Recipiente   | Resultado |
| ---- | --------------- | ------------ | --------- |
| 2016 | Best New Artist | Cosmic Girls | Indicado  |

#### Mnet Asian Music Awards
| Ano  | Categoria                         | Recipiente   | Resultado |
| ---- | --------------------------------- | ------------ | --------- |
| 2016 | Best New Artist (Female Group)    | Cosmic Girls | Indicado  |
| 2016 | HotelsCombined Artist of the Year | Cosmic Girls | Indicado  |

#### MTV Europe Music Awards(MTV EMAs)
| Ano  | Categoria                          | Recipiente   | Resultado |
| ---- | ---------------------------------- | ------------ | --------- |
| 2018 | Best Korean Act[carece de fontes?] | Cosmic Girls | Indicado  |

#### Seoul Music Awards
| Ano  | Categoria                              | Recipiente   | Resultado |
| ---- | -------------------------------------- | ------------ | --------- |
| 2017 | New Artist Award[carece de fontes?]    | Cosmic Girls | Indicado  |
| 2017 | Bonsang Award[carece de fontes?]       | Cosmic Girls | Indicado  |
| 2017 | EPK Discovery Award[carece de fontes?] | Cosmic Girls | Venceu    |

#### Seoul Success Awards
| Ano  | Categoria    | Recipiente   | Resultado |
| ---- | ------------ | ------------ | --------- |
| 2016 | Rookie Award | Cosmic Girls | Venceu    |

#### Soribada Best K-Music Awards(SOBA)
| Ano                          | Categoria                 | Recipiente   | Resultado |
| ---------------------------- | ------------------------- | ------------ | --------- |
| 2017                         | Rising Hot Star Award     | Cosmic Girls | Venceu    |
| 2019                         | Popularity Award (Female) | Cosmic Girls | Indicado  |
| New Korean Wave Artist Award | Cosmic Girls              | Venceu       |           |
| 2020                         | New K-wave Music Icon     | Cosmic Girls | Venceu    |

#### StarHubNight of Stars
| Ano  | Categoria                          | Recipiente   | Resultado |
| ---- | ---------------------------------- | ------------ | --------- |
| 2018 | Most Charismatic Performance Award | Cosmic Girls | Venceu    |

#### V LiveAwards
| Ano  | Categoria     | Recipiente   | Resultado |
| ---- | ------------- | ------------ | --------- |
| 2019 | Artist Top 10 | Cosmic Girls | Venceu    |

### Programas Musicais

#### M!Countdown
| Ano  | Data        | Canção    |
| ---- | ----------- | --------- |
| 2019 | 13 de junho | Boogie Up |

#### Show Champion
| Ano  | Data        | Canção    |
| ---- | ----------- | --------- |
| 2019 | 19 de junho | Boogie Up |

#### The Show
| Ano  | Data           | Canção            |
| ---- | -------------- | ----------------- |
| 2018 | 2 de outubro   | Save Me, Save You |
| 2019 | 11 de junho    | Boogie Up         |
| 2019 | 18 de junho    | Boogie Up         |
| 2019 | 26 de novembro | As You Wish       |